# 卡利班之戰
《卡利班之戰》（英語：Caliban's War）是一本由詹姆斯·S·A·科里（丹尼爾·亞伯拉罕與泰·弗蘭克（Ty Franck）所使用的筆名）所寫的2012年科幻小說。該書是《蒼穹浩瀚》系列的第二本作品，上一本是《利維坦覺醒》。第三本小說《Abaddon's Gate》於2013年6月4日出版。

## 外部連結
- The authors' blog（页面存档备份，存于）
- The series' web site（页面存档备份，存于）